# Мілянув (Груєцький повіт)
Мілянув (пол. Milanów) — село в Польщі, у гміні Хинув Груєцького повіту Мазовецького воєводства.
Населення — 34 особи (2011).
У 1975-1998 роках село належало до Радомського воєводства.

## Демографія
Демографічна структура станом на 31 березня 2011 року:
|          | Загалом | Допрацездатний вік | Працездатний вік | Постпрацездатний вік |
| -------- | ------- | ------------------ | ---------------- | -------------------- |
| Чоловіки | 20      | 5                  | 13               | 2                    |
| Жінки    | 14      | 3                  | 9                | 2                    |
| Разом    | 34      | 8                  | 22               | 4                    |